# 仙履奇緣 (2015年電影)
是一部由愛爾蘭導演肯尼斯·布萊納執導，改編自著名童話故事《灰姑娘》與1950年迪士尼同名動畫的真人版電影，由莉莉·詹姆斯飾演灰姑娘，凱特·布蘭琪飾演後母。講述父母過身後被繼母與繼姐們虐待的少女艾拉，因緣際會和王國的王子相戀的奇幻際遇。
2013年9月23日在英國倫敦開拍，於第65屆柏林影展上全球首映。2015年3月13日在美國、中国大陸和台湾上映。電影獲得正面為主的評價，視覺效果、製作、服裝設計、忠於原作但不失現代審美的改編、莉莉·詹姆斯的演出獲得媒體與影評家肯定。

## 劇情
女孩艾拉（Ella）從小與慈愛的父母親感情親密，並過著極為歡樂幸福的日子。當母親因病逝世多年後，艾拉對於從商父親的再娶非常贊同，對於新任妻子杜明尼夫人（Lady Tremaine）和其女兒安泰西亚（Anastasia）及崔喜拉 （Drizella），艾拉不僅敬愛繼母及姐姐們也歡迎她們進入她的家庭，並視她們為家人。但自從父親突然去世因收入中斷導致家中僕人被遣散。使艾拉被繼母及姐姐們使喚從事著如傭人般的工作，更在嫉妒的目光和殘忍的擺布中受盡屈辱。艾拉整日與煤渣為伍總是覆蓋髒汙與灰塵而被戲稱為「灰姑娘（Cinderella）」雖然艾拉遭受殘酷的對待卻堅信並確定她母親的遺言是正確的，即是「勇氣」和「仁慈」。艾拉靠著母親的遺言沒有去埋怨總是使喚她的繼母及姐姐們。
直至某天，艾拉在樹林遇見一個神秘男子基特（Kit），卻並不知道對方其實是王國的王子，基特向艾拉誆稱自己是宮廷學徒，兩者在交流過程中互生好感，但是基特在別離時仍未知曉艾拉的名字。與此同時，國王因為有感於所剩的餘命無幾，敦促基特在接下來的皇家舞會中，挑選適合的結婚對象。基特遂說服他的父親邀請王國裏所有符合條件的少女，希望能再次見到艾拉。然而當艾拉得知繼母和姊姊們準備參加皇家舞會，特意精心挑選並穿著母親生前的裙裝，表明希望跟隨她們參加舞會時，繼母和姐姐們不但當場摧毀了艾拉的裙裝，還出言嘲諷她，傷心的艾拉獨自跑向花園，遇見了一名乞丐老婦，後者自稱是艾拉的神仙教母，不但施展法力分別將南瓜變成馬車、將老鼠變成馬、將蜥蜴變成僕人、將鹅變成馬車夫，還將艾拉被破壞的裙裝變成了一件漂亮的舞會禮服，變出一雙玻璃鞋交給她。神仙教母提醒準備離去的艾拉，她所施展的魔法將在午夜的最後一刻結束，屆時會施放最後一個咒語，以防範艾拉的繼家人認出她。
艾拉和基特如願在舞會上重逢共舞，但是公爵出於政治原因、向薩拉戈薩的切利娜公主許諾了基特，以表達他的不滿，不巧被杜明尼夫人聽見這番話語。雖然艾拉對基特的真實身份感到驚訝，但還是和基特建立了聯繫，但是她還沒來得及將自己的名字告訴基特，鐘聲便在午夜敲響，以至於艾拉被迫趁著魔法完全消逝前跑出宮殿，還在途中遺落了一隻玻璃鞋。待艾拉跑到樹林裡時，神仙教母施展的魔法完全消失了，返家的艾拉轉而將剩下的另一隻玻璃鞋藏在地板底下。
隨著國王在同意基特迎娶艾拉之前便撒手人寰，基特繼位成為新任國王，向大眾公開了他對這位「神秘公主」的愛意，要求她親自現身。獲知此事的艾拉急忙取回玻璃鞋，以證明她的身份，但是杜明尼夫人搶先發現和取走了玻璃鞋，後者宣稱只允許艾拉嫁給基特，條件是艾拉任命杜明尼夫人為王室首腦，並為繼姐妹們找到體面的丈夫。艾拉拒絕杜明尼夫人提出的條件後，杜明尼夫人動手摔碎了玻璃鞋，還將艾拉囚禁在閣樓裡。稍後杜明尼夫人帶著玻璃鞋的碎片交給公爵，向他透露「神秘公主」實際上不是公主。為了避免艾拉的事件造成王室陷入尷尬局面，公爵和杜明尼夫人達成協議：只要杜明尼夫人對此事保密，杜明尼夫人便可成為伯爵夫人，同時讓杜明尼夫人的女兒們獲得有利的婚姻關係。
另一方面，基得有鑑於自己仍未知道艾拉的真實身份，堅持要求公爵和上尉帶領尋找神秘公主，三者在經過無數次讓王國的女性試穿玻璃鞋確認身份的過程後，抵達艾拉的家裡，杜明尼夫人、安泰西亚、崔喜拉嘗試穿上玻璃鞋，仍未能如願，正當一行人準備離開時，屋裡傳來艾拉哼唱《薰衣草藍》（Lavender's Blue）的歌聲。公爵見狀，敦促着上尉離開，但是此時國王基特在護衛隊中現身，讓上尉協助調查此事，面對試圖刁難艾拉、不讓她試穿玻璃鞋的杜明尼夫人，艾拉表明杜明尼夫人從不是也不會成為她真正的母親，上尉更出面阻止杜明尼夫人干預此事，最終一行人發現艾拉順利地穿上玻璃鞋，證明了艾拉正是基特所說的「神秘公主」，艾拉和基特更承諾會接受對方的真實身份。
當艾拉偕同基特等人離開時，安泰西亚和崔喜拉一改先前驕傲的態度向艾拉致歉，艾拉則原諒了杜明尼夫人的作為。不久後，公爵、杜明尼夫人、安泰西亚、崔喜拉離開了王國。艾拉和基特結婚，成為王國最受愛戴的君主，以艾拉多年前向母親承諾的勇氣和仁慈的方式來統治國家。

## 演員
| 演員                            | 國語配音 | 粵語配音 | 角色                                |
| ------------------------------- | -------- | -------- | ----------------------------------- |
| 莉莉·詹姆斯 愛洛絲·韋伯（年幼） | 張雪凌   | 溫卓妍   | 仙度瑞拉“艾拉”（Cinderella "Ella"） |
| 凯特·布兰切特                   | 廖菁     | 邵美君   | 崔曼夫人（Lady Tremaine）           |
| 理查德·麥登                     | 凌云     | 陳祖兒   | 白馬王子（The Prince "Kit"）        |
| 海伦娜·博纳姆·卡特              | 杨晨     | 杜雯惠   | 神仙教母（The Fairy Godmother）     |
| 諾索·安諾茲                     | 范哲琛   | 黃文偉   | 上尉（Captain）                     |
| 斯特兰·斯卡斯加德               | 白濤     | 高翰文   | 公爵（Grand Duke）                  |
| 苏菲·马克西拉                   | 褚珺     | 鄭佩嘉   | 崔西莉亚（Drisella）                |
| 哈莉蒂·格蘭傑                   | 乔诗语   | 賴芸芬   | 安泰西亚（Anastasia）               |
| 德雷克·雅可比                   | 周志強   | 李忠強   | 國王（The King）                    |
| 班·卡普林                       | 张伟     | 關信培   | 艾拉的父親（Ella's Father）         |
| 海莉·阿特维尔                   | 張艾     | 郭碧珍   | 艾拉的母親（Ella's Mother）         |
| 羅伯·布萊頓                     |          |          | 菲尼斯（Master Phineus）            |
| 嘉娜·佩斯                       |          |          | （Princess Celina of Zaragoza）     |
| 艾利克斯·马克坤                 |          |          | （Royal Crier）                     |

## 製作
2010年3月，迪士尼電影公司鑑於真人版《魔境夢遊》的成功，開始計劃拍攝此片，並邀來《穿著Prada的惡魔》的編劇愛琳·布洛許·麥肯納撰寫劇本。2012年11月，傳出由凯特·布兰切特演出片中後母一角。原定由艾瑪·華森演出主角灰姑娘，但因檔期問題，製片方於2013年4月30日表示由莉莉·詹姆斯出演此角色。
2013年3月26日，片方迪士尼在針對電影院線業者所舉辦的CinemaCon展示會上，首度對業內釋出片花。
2013年9月23日，在英國倫敦正式開拍，25日，釋出此片首波劇照。全片在英國全境取景。同年12月，此片進入後製階段。2014年5月15日，迪士尼在YouTube公布電影首波前導預告。
2014年11月20日，迪士尼在YouTube公布電影首支預告。

## 评价
媒体综评65分，烂番茄新鲜度84%，在Metacritic上，電影獲得67分，CinemaScore评分A，收获许多好评。代表性影评：“一部适合全家人观看的精彩影片，完美地保留了原著的所有精华，同时亦进行了符合当下审美的全面升级”，“这部真人版《灰姑娘》是迪士尼公司童话改编的又一次尝试，虽然没有像以前那样颠覆，但依然可以看出主创人员的用心和细腻，最终打造出了这部具有现代审美情怀的佳作”。
2022年9月，爛番茄根據網站內的評分，整理迪士尼從1994年至2022年為止發表的19部真人翻拍電影排行榜，《仙履奇緣》排名第3名。

## 票房
美国首周末获得7005万美元居冠，创造导演肯尼斯·布莱纳最佳首映成绩；次周末取得3449万居亚军；第三周末收1752万列第四位。
中国大陆首周三天获得1.6亿人民币列榜首，次周取得1.83亿蝉联冠军，第三周收入7900万列第四位，最终累计4.435亿。
《灰姑娘》在美国和加拿大的票房收入为 2.012 亿美元，在其他国家/地区的票房收入为 3.412 亿美元，全球总票房为 5.424 亿美元，而预算为 9500 万美元。 该影片的全球首映票房为 1.32 亿美元， IMAX 首映票房为900万美元，在考虑到电影的所有费用和收入后，计算出该电影的净利润为 1.6477 亿美元。
《灰姑娘》于 2015 年 3 月 13 日星期五在美国和加拿大上映，在 3,845 家影院上映，票房收入 2,300 万美元。该片周五的票房收入包括 230 万美元的深夜票房。正如预期，它在首映周末取得了票房冠军，收入 6790 万美元，其中包括来自 358 个IMAX影院的创纪录的 500 万美元，并成为迪士尼有史以来最大的 2D PG 级首映影片。这是导演肯尼思·布拉纳 (Kenneth Branagh) 职业生涯中最大的首映（打破了 2011 年《雷神》的纪录），是迪士尼 3 月份第四高的首映，是三月份整体第七高的开盘价（不考虑通货膨胀）。首映周末的观众包括 66% 女性、66% 家庭、26% 成人、8% 青少年、31% 12 岁以下和 9% 50 岁及以上。《灰姑娘》首周票房为 8,755 万美元，远远超出了电影上映前的崇高期望。在上映的第二个周末，该片的票房收入下降了 49%，至 3500 万美元，并被《分歧者》超越，跌至第二位。这一下降介于迪士尼之前的两部真人奇幻电影《绿野仙踪》 (48%) 和沉睡魔咒(51%)。在北美，《灰姑娘》是2015 年票房第九高的电影。
北美以外地区的票房分析师预计首映票房将达到 6000 万美元。这部电影在北美广泛上映的同一个周末在北美以外地区首次亮相，并从 31 个国家获得了约 6240 万美元的票房收入，其中包括来自 IMAX 影院的 400 万美元票房。它连续两个周末位居票房榜首。该片在中国首映票房为 2500 万美元，是该国 3 月份首映票房最高的影片，在俄罗斯首映票房为 730 万美元。这两个国家的上映被认为令人印象深刻，因为这两个国家都以热衷 3D 电影而不是 2D 电影而闻名。其他高空缺职位出现在英国、爱尔兰和马耳他（560 万美元）、墨西哥（500 万美元）、日本（480 万美元）、法国（330 万美元）和巴西（370 万美元）。在澳大利亚，上映日期恰逢板球世界杯决赛，该片首映票房为 340 万美元。意大利首映票房460万美元，连续三个周末位居票房榜首。还连续五个周末位居日本票房榜首。它成为中国票房第二高的迪士尼真人电影，仅次于《加勒比海盗》和菲律宾票房第二高的电影，仅次于《沉睡魔咒》 。。就总收入而言，美国和加拿大以外的最大市场是中国（7110万美元）、日本（4600万美元）以及英国、爱尔兰和马耳他（2920万美元）。
| 上一届： 《超能查派》   | 2015年美國週末票房冠軍 第11周                            | 下一届： 《分歧者2：叛亂者》    |
| 上一届： 《超能陆战队》 | 2015年中国内地一周票房冠軍 第11－12週（3月9日－3月22日） | 下一届： 《皇家特工：間諜密令》 |

- 台北票房統計：

| 週次 | 排行日期               | 排行 | 本週票房 | 累計票房 | 備註 |
| 1    | 2015年3月13日－3月15日 | 1    | 690萬    | 690萬    | 首映 |
| 2    | 2015年3月20日－3月22日 | 2    | 395萬    | 1,380萬  |      |
| 3    | 2015年3月27日－3月29日 | 4    | 228萬    | 1,765萬  |      |

- 資料來源：K電影情報網 與 開眼電影網與 奇摩電影（页面存档备份，存于）

- 香港票房統計：

| 週次 | 排行日期               | 排行 | 本週票房 | 累計票房 | 備註   |
| 1    | 2015年3月9日－3月15日  | 1    | 675萬    | 675萬    | 首映   |
| 2    | 2015年3月16日－3月22日 | 1    | 594萬    | 1270萬   | 二連冠 |
| 3    | 2015年3月23日－3月29日 | 3    | 318萬    | 1588萬   |        |
| 4    | 2015年3月30日－4月5日  | 5    | 196萬    | 1785萬   |        |
| 5    | 2015年4月6日－4月22日  | 7    | 124萬    | 1908萬   |        |

- 資料來源：（页面存档备份，存于）

## 外部連結
- 互联网电影数据库（IMDb）上《仙履奇緣》的资料（英文）
- AllMovie上《仙履奇緣》的资料（英文）
- 爛番茄上《仙履奇緣》的資料（英文）
- Metacritic上《仙履奇緣》的資料（英文）
- Box Office Mojo上《仙履奇緣》的資料（英文）
- 開眼電影網上《仙履奇緣》的資料（繁體中文）
- 时光网上《仙履奇緣》的資料（简体中文）
- 豆瓣电影上《仙履奇緣》的資料 （简体中文）